# Chaleur (Nouveau-Brunswick)
Pour les articles homonymes, voir Chaleur.
Chaleur est un district de services locaux canadien du comté de Restigouche, au nord du Nouveau-Brunswick. Il comprend les autorités taxatrices de Chaleur-Intérieur et Chaleur-Extérieur. Dans le cadre de la réforme de la gouvernance locale du 1er janvier 2023, le territoire du DSL a été réparti entre la nouvelle ville de Baie-des-Hérons et le district rural de Restigouche.

## Toponyme
Le DSL comprend les hameaux de Benjamin River, Black Point, Blackland, Dickie Cove, Gravel Hill, Hickey Settlement, Lapointe Settlement, Nash Creek, New Mills et Sea Side. 
Le toponyme de Dickie Cove rend vraisemblablement hommage soit à John et Alexander Dickie, qui furent parmi les premiers colons de la région, soit aux pisciculteurs  Alexander et David Dickie. Quoi qu'il en soit, l'établissement fut aussi connu sous le nom de Hecklar's Cove. New Mills s'appelait d'abord Malagatch, ce qui est probablement dérivé du micmac Malegetchk'. Le toponyme actuel fait vraisemblablement allusion aux moulins construits à cet endroit par William Fleming en 1814. La gare de Sea Side s'appelait à l'origine Dickie.
Les Archives provinciales du Nouveau-Brunswick ne précisent pas l'origine des toponymes de Benjamin River, de Blackland, de Gravel Hill, de Hickey Settlement et de Lapointe Settlement. Pour Black Point, William F. Ganong note que les Micmacs appelaient le lieu Maktope'tak alors que, pour Nash Creek, ils utilisaient le nom de Soonagedejeech'.
L'établissement de River Louison s'est regroupé à Nash Creek. L'origine de son toponyme n'est pas connue mais la localité fut aussi connue sous le nom de Louison's Brook. L'origine des toponymes des villages fantômes de Bernard Settlement et The Sheds n'est pas connue,.

## Géographie

### Situation
Chaleur est situé dans le comté de Restigouche, au bord de la baie des Chaleurs, à 43 kilomètres à l'est de Campbellton.
Le territoire comprend les hameaux de Black Lands, Black Point, Gravel Hill, Hickey Settlement, Nash creek, New Mills et Sea Side.
Chaleur est généralement considérée comme faisant partie de l'Acadie.

### Climat
Une station météorologique est située à Belledune. Le village bénéficie d'un climat continental humide. Le mois le plus chaud a une température moyenne de 18,5 °C et le plus froid une température de −11,3 °C. Le village reçoit 1 000 mm de précipitations annuellement dont 300 cm de neige. La journée la plus chaude fut le 5 juillet 1983, avec 37 °C et la plus froide fut le 22 janvier 1984, avec −36 °C. La journée ayant eu le plus de précipitations fut le 22 juillet 1982, avec 82,2 mm de pluie. Le 24 mars 1972 a le record de neige, avec 45,7 centimètres, alors que la plus importante accumulation a eu lieu le 16 janvier 1981, avec 83 cm. Le vent le plus fort, 80 kilomètres à l'heure, a soufflé le 2 mai 1974.
| Mois                              | jan.  | fév.  | mars | avril | mai  | juin | jui. | août | sep. | oct. | nov. | déc.  | année |
| --------------------------------- | ----- | ----- | ---- | ----- | ---- | ---- | ---- | ---- | ---- | ---- | ---- | ----- | ----- |
| Température minimale moyenne (°C) | −15,8 | −14,3 | −8,7 | −2    | 3,7  | 9,6  | 13,2 | 12,4 | 7,6  | 2    | −3,1 | −11,7 | −0,6  |
| Température moyenne (°C)          | −11,3 | −9,6  | −4,3 | 1,8   | 8,7  | 14,8 | 18,5 | 17,3 | 12,3 | 6,2  | 0,2  | −7,7  | 3,9   |
| Température maximale moyenne (°C) | −6,8  | −4,9  | 0    | 5,7   | 13,7 | 20   | 23,7 | 22,2 | 17   | 10,4 | 3,4  | −3,6  | 8,4   |
| Précipitations (mm)               | 76,7  | 60,8  | 80,5 | 75,3  | 82,4 | 81,2 | 96,3 | 84,2 | 68,7 | 78,1 | 82,4 | 103,3 | 970   |
| dont pluie (mm)                   | 12    | 11    | 26,4 | 52,1  | 81,7 | 81,2 | 96,3 | 84,2 | 68,7 | 77,6 | 59,2 | 34,2  | 684,6 |
| dont neige (cm)                   | 64,7  | 49,8  | 54,1 | 23,2  | 0,7  | 0    | 0    | 0    | 0    | 0,5  | 23,2 | 69    | 285,2 |

## Histoire

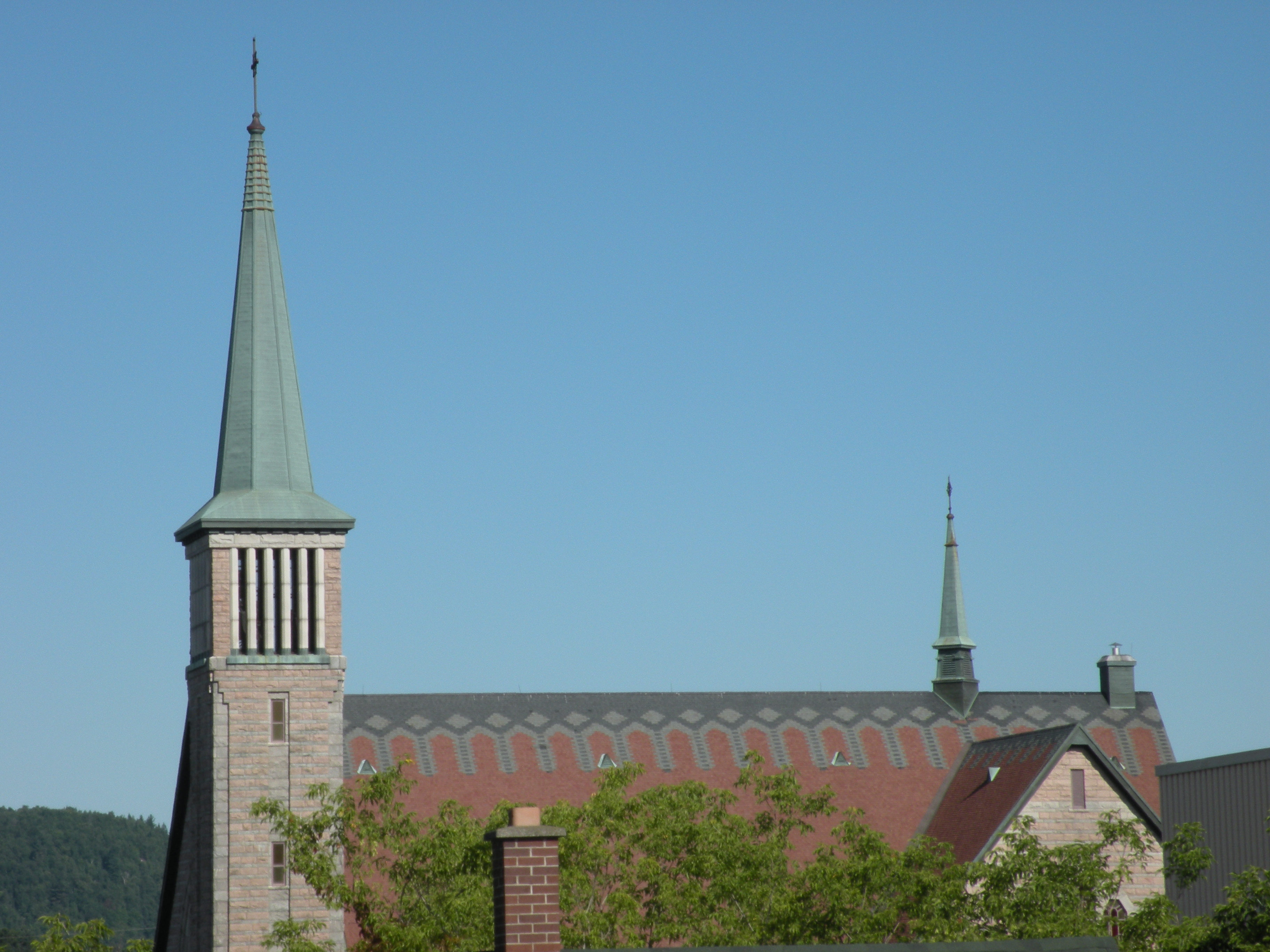
L'église Notre-Dame-des-Sept-Douleurs, construite avec du granite du lac Antonouri.

Chaleur est situé dans le territoire historique des Micmacs, plus précisément dans le district de Gespegeoag, qui comprend le littoral de la baie des Chaleurs. Ce territoire était revendiqué d'abord par les Iroquois et ensuite seulement par les Mohawks.
La partie constituée de la paroisse de Durham est colonisée principalement par des immigrants écossais de l'île d'Arran, dès 1790 aux abords de la rivière Jacquet et à partir de 1830 le long de la baie des Chaleurs. New Mills est ainsi fondé en tant que village de moulin avant 1814, et repeuplé d'Écossais probablement après 1830.
En 1825, l'est de Chaleur est touché par les Grands feux de la Miramichi, qui dévastent entre 10 000 km2 et 20 000 km2 dans le centre et le nord-est de la province et tuent en tout plus de 280 personnes,. L'industrie forestière se déplace toutefois vers le nord, notamment le long de la rivière Jacquet, et des scieries ainsi que des chantiers navals sont ouverts à Atholville ainsi et Campbellton afin de transformer cette ressource.
Les Archives provinciales du Nouveau-Brunswick ne recensent aucune informations sur l'histoire de Gravel Hill, de Hickey Settlement et de Lapointe Settlement. Il en est de même pour le village fantôme de Bernard Settlement. The Sheds, un village fantôme, était autrefois un important centre d'exploitation forestière. 
En 1814, William Fleming fait construire Plusieurs moulins sont construits à New Mills par WIlliam Fleming. Le bureau de poste de New Mills est fondé en 1850. En 1866, le hameau compte 20 familles, vivant de l'agriculture. En 1871, il y a 200 habitants. En 1898, il y a une gare, une homarderie, deux magasins, une église et 200 habitants.
William F. Ganong, en 1904, note que Nash Creek est fondée en 1901, sous le nom de Nash's Creek, grâce à la Free Grants Act (Loi sur les concessions gratuites). Nous savons toutefois que son bureau de poste ouvre ses portes en 1861. Il y a vingt familles, vivant d'agriculture, en 1866. Il y a déjà 100 habitants en 1871. En 1898, Nash Creek compte une gare, un magasin, une manufacture de portes et fenêtres et une population de 150 habitants. La localité est aussi un point d'entrée pour les immigrants.
En 1866, Black Point compte 31 familles vivant de l'agriculture et de l'exploitation forestière. Selon le recensement de 1871, il y avait 150 familles et la localité comptait un bureau de poste, fondé la même année. En 1898, la population baisse à 100 personnes mais on note la présence d'une scierie.
En 1866, Blackland compte environ 15 familles dont 7 MacMillan. Un bureau de poste est fondé en cette même année. En 1871, on recense 250 habitants à Blackland. En 1878, le village compte une usine de bardeaux mais la population a baissé à 75 habitants.
En 1871, River Louison compte 160 habitants. La localité est plus tard regroupée à Nash Creek.
Il y a une installation de pisciculture du saumon en 1878 à Dickie Cove.
Le bureau de poste de Sea Side ouvre ses portes en 1881. En 1898, le hameau compte un hôtel et 75 habitants vivant de l'agriculture.
Au tournant du XXe siècle, de nombreux Acadiens émigrent vers les États-Unis, alors que les terres deviennent de plus en plus rares dans les villages anciens. Le clergé favorise alors la fondation de nouveaux villages, en souhaitant aussi réduire la dépendance des pêcheurs envers les marchands anglo-protestants; c'est ainsi qu'est fondé Colborne.
Le bureau de poste de Benjamin River ouvre ses portes en 1908.
Une carrière de granite est exploitée au lac Antinouri de 1950 à 1982; l'église Notre-Dame-des-Sept-Douleur d'Edmundston, entre autres, a été construite avec cette pierre. Les bureaux de poste de Benjamin River, Black Point, de New Mills et de Sea Side ferment leurs portes en 1969,,,.
Le district de services locaux (DSL) est le résultat de la fusion en 1996 du DSL de Chaleur et de portions de la paroisse de Colborne et du quart de la paroisse de Durham.

## Économie
L'agriculture, la pêche et l'exploitation forestière constituent la base de l'économie traditionnelle de la région, à laquelle s'ajoute aujourd'hui le tourisme, les services, les transports et l'industrie lourde. Depuis les années 1990, Chaleur compte plusieurs mines, ce qui profite à toute la région, notamment à Belledune avec son port. Entreprise Restigouche a la responsabilité du développement économique. Le développement de l'énergie éolienne ainsi que les technologies et services connexes est souhaité dans la région.

## Administration

### Comité consultatif
En tant que district de services locaux, Chaleur est administré directement par le Ministère des Gouvernements locaux du Nouveau-Brunswick, secondé par un comité consultatif élu composé de cinq membres dont un président.

### Commission de services régionaux
Chaleur fait partie de la Région 2, une commission de services régionaux (CSR) devant commencer officiellement ses activités le 1er janvier 2013. Contrairement aux municipalités, les DSL sont représentés au conseil par un nombre de représentants proportionnel à leur population et leur assiette fiscale. Ces représentants sont élus par les présidents des DSL mais sont nommés par le gouvernement s'il n'y a pas assez de présidents en fonction. Les services obligatoirement offerts par les CSR sont l'aménagement régional, l'aménagement local dans le cas des DSL, la gestion des déchets solides, la planification des mesures d'urgence ainsi que la collaboration en matière de services de police, la planification et le partage des coûts des infrastructures régionales de sport, de loisirs et de culture; d'autres services pourraient s'ajouter à cette liste.

### Représentation et tendances politiques
Nouveau-Brunswick: Chaleur fait partie de la circonscription de Dalhousie—Restigouche-Est, qui est représentée à l'Assemblée législative du Nouveau-Brunswick par Donald Arseneault, du parti libéral. Il fut élu en 2010.
 Canada: Chaleur fait partie de la circonscription électorale fédérale de Miramichi, qui est représentée à la Chambre des communes du Canada par Tilly O'Neill-Gordon, du Parti conservateur. Elle fut élue lors de la 40e élection fédérale, en 2008.

## Vivre dans Chaleur
L'église St. Joseph de Nash Creek et l'église Our Lady of the Visitation de Benjamin River sont des églises catholiques romaines faisant partie du diocèse de Bathurst.
Les services de loisirs sont partagés avec Belledune et Lorne. Le service de protection des incendies est fourni, sous forme contractuelle, par Belledune et Lorne.
La collecte des déchets et matières recyclables est effectuée par la Commission de gestion des déchets solides de Restigouche. L'aménagement du territoire est de la responsabilité de la Commission d'urbanisme du district de Restigouche. Les détachements de la Gendarmerie royale du Canada les plus proches sont à Belledune ou à Dalhousie. Il en est de même pour le poste d'Ambulance Nouveau-Brunswick le plus proche. Belledune dispose du Centre de santé de Jacquet River. Les hôpitaux les plus proches sont toutefois à Campbellton.
Il y a un bureau de poste à Nash Creek. Les habitants de Chaleur doivent se rendre à Belledune pour les institutions financières. Ils se rendent pourtant fréquemment jusqu'à Bathurst ou Campbellton, qui disposent d'un grand nombre de commerces et de services.
Chaleur fait partie du sous-district 2 du district scolaire Francophone Nord-Est. Notamment, les élèves anglophones doivent se rendre à Belledune jusqu'en 8e année avant d'étudier à Dalhousie, tandis que les élèves francophones doivent faire toute leur éducation à Dalhousie. 
Les francophones bénéficient du quotidien L'Acadie nouvelle, publié à Caraquet, ainsi qu'à l'hebdomadaire L'Étoile, de Dieppe. Ils ont aussi accès à l'hebdomadaire L'Aviron, publié à Campbellton. Les anglophones bénéficient des quotidiens Telegraph-Journal, publié à Saint-Jean ainsi que de l'hebdomadaire Campbellton Tribune, de Campbellton.

## Culture
La plupart des familles sont d'origine acadienne, irlandaise et écossaise.